# Громівка (Хмельницький район)
Гро́мівка — село в Україні, у Старокостянтинівській міській громаді Хмельницького району Хмельницької області. Населення становить 123 осіб. До 2020 орган місцевого самоврядування — Огіївська сільська рада.

## Історія
На початку минулого століття в Громівці виявлене багате пшеворське поховання з римським інкрустованим мечем, фрагментами піхов, умбоном, списом, острогами, дужкою та оковками відра.
7 (20) листопада 1917 року, відповідно до.Третього Універсалу Української Центральної Ради, увійшло до складу Української Народної Республіки.
12 червня 2020 року, відповідно до розпорядження Кабінету Міністрів України № 727-р «Про визначення адміністративних центрів та затвердження територій територіальних громад Хмельницької області», увійшло до складу Старокостянтинівської міської громади.
19 липня 2020 року, після ліквідації Старокостянтинівського району, село увійшло до Хмельницького району.